# Kanta Takanashi
Kanta Takanashi (ur. 27 września 1992 w Kamikawie) – japoński skoczek narciarski. Medalista zimowej uniwersjady (2015), uczestnik mistrzostw świata juniorów (2012).

## Przebieg kariery
W oficjalnych zawodach międzynarodowych rozgrywanych przez FIS zadebiutował w marcu 2009 w Zaō, plasując się w trzeciej dziesiątce konkursów FIS Cupu. W swojej karierze międzynarodowej w zawodach pucharowych występował wyłącznie w tym cyklu – w latach 2009–2013 w sumie sześciokrotnie (za każdym razem punktując). Najlepszy wynik osiągnął 29 września 2013 w Râșnovie, gdzie był dziewiąty.
W 2012 wystąpił w mistrzostwach świata juniorów w Erzurum – indywidualnie był 46., a drużynowo 10. Trzy lata później w Szczyrbskim Jeziorze wystartował w zimowej uniwersjadzie – w konkursie indywidualnym na skoczni normalnej zajął 9. lokatę, a w obu zmaganiach drużynowych stanął na podium, w rywalizacji mężczyzn zdobywając srebro, a wśród mikstów brąz.
W marcu 2015 ogłosił zakończenie kariery zawodniczej.

## Mistrzostwa świata juniorów

### Indywidualnie
| 2012 Erzurum | – | 46. miejsce |

### Drużynowo
| 2012 Erzurum | – | 10. miejsce |

### Starty K. Takanashi na mistrzostwach świata juniorów – szczegółowo
| Miejsce | Dzień     | Rok  | Miejscowość | Skocznia       | Punkt K | HS     | Konkurs  | Skok 1 | Skok 2 | Nota                 | Strata    | Zwycięzca   |
| ------- | --------- | ---- | ----------- | -------------- | ------- | ------ | -------- | ------ | ------ | -------------------- | --------- | ----------- |
| 46.     | 23 lutego | 2012 | Erzurum     | Kiremitliktepe | K-95    | HS-109 | indywid. | 90,5 m | –      | 101,5 pkt            | 185,0 pkt | Nejc Dežman |
| 10.     | 25 lutego | 2012 | Erzurum     | Kiremitliktepe | K-95    | HS-109 | druż.    | 87,5 m | –      | 362,0 pkt (94,0 pkt) | 626,5 pkt | Norwegia    |

## Uniwersjada

### Indywidualnie
| 2015 Szczyrbskie Jezioro | – | 9. miejsce |

### Drużynowo
| 2015 Szczyrbskie Jezioro | – | brązowy medal (drużyna mieszana), srebrny medal |

### Starty K. Takanashi na uniwersjadzie – szczegółowo
| Miejsce | Dzień       | Rok  | Miejscowość         | Skocznia  | Punkt K | HS     | Konkurs    | Skok 1 | Skok 2 | Nota                  | Strata   | Zwycięzca          |
| ------- | ----------- | ---- | ------------------- | --------- | ------- | ------ | ---------- | ------ | ------ | --------------------- | -------- | ------------------ |
| 9.      | 27 stycznia | 2015 | Szczyrbskie Jezioro | MS 1970 B | K-90    | HS-100 | indywid.   | 91,5 m | 89,0 m | 221,6 pkt             | 27,2 pkt | Władimir Zografski |
| 3.      | 30 stycznia | 2015 | Szczyrbskie Jezioro | MS 1970 B | K-90    | HS-100 | druż. mix. | 86,0 m | –      | 178,6 pkt (92,7 pkt)  | 23,8 pkt | Japonia I          |
| 2.      | 1 lutego    | 2015 | Szczyrbskie Jezioro | MS 1970 B | K-90    | HS-100 | druż.      | 94,0 m | 92,0 m | 702,3 pkt (232,2 pkt) | 20,9 pkt | Rosja              |

## FIS Cup

### Miejsca w klasyfikacji generalnej
| Sezon     | Miejsce |
| --------- | ------- |
| 2008/2009 | 207.    |
| 2010/2011 | 160.    |
| 2013/2014 | 131.    |

### Miejsca w poszczególnych konkursachFIS Cupu
| Źródło                                                                        | Źródło         | Źródło              | Źródło              | Źródło       | Źródło       | Źródło     | Źródło     | Źródło              | Źródło     | Źródło                 | Źródło                 | Źródło              | Źródło              | Źródło   | Źródło   | Źródło   | Źródło   | Źródło      | Źródło      | Źródło     | Źródło     | Źródło   | Źródło   | Źródło | Źródło | Źródło | Źródło | Źródło | Źródło | Źródło | Źródło | Źródło | Źródło | Źródło | Źródło | Źródło | Źródło | Źródło | Źródło |        |
| ----------------------------------------------------------------------------- | -------------- | ------------------- | ------------------- | ------------ | ------------ | ---------- | ---------- | ------------------- | ---------- | ---------------------- | ---------------------- | ------------------- | ------------------- | -------- | -------- | -------- | -------- | ----------- | ----------- | ---------- | ---------- | -------- | -------- | ------ | ------ | ------ | ------ | ------ | ------ | ------ | ------ | ------ | ------ | ------ | ------ | ------ | ------ | ------ | ------ | ------ |
| Sezon 2008/2009                                                               |                |                     |                     |              |              |            |            |                     |            |                        |                        |                     |                     |          |          |          |          |             |             |            |            |          |          |        |        |        |        |        |        |        |        |        |        |        |        |        |        |        |        |        |
| Oberwiesenthal                                                                | Oberwiesenthal | Szczyrbskie Jezioro | Szczyrbskie Jezioro | Predazzo     | Predazzo     | Einsiedeln | Einsiedeln | Szczyrbskie Jezioro | Harrachov  | Harrachov              | Yabuli                 | Lauscha             | Eisenerz            | Eisenerz | Notodden | Notodden | Ljubno   | Ljubno      | Zaō         | Zaō        | Sapporo    | punkty   | punkty   | punkty | punkty | punkty | punkty | punkty | punkty | punkty | punkty | punkty | punkty | punkty | punkty | punkty | punkty | punkty | punkty | punkty |
| -                                                                             | -              | -                   | -                   | -            | -            | -          | -          | -                   | -          | -                      | -                      | -                   | -                   | -        | -        | -        | -        | -           | 28          | 24         | -          | 10       | 10       | 10     | 10     | 10     | 10     | 10     | 10     | 10     | 10     | 10     | 10     | 10     | 10     | 10     | 10     | 10     | 10     | 10     |
| Sezon 2010/2011                                                               |                |                     |                     |              |              |            |            |                     |            |                        |                        |                     |                     |          |          |          |          |             |             |            |            |          |          |        |        |        |        |        |        |        |        |        |        |        |        |        |        |        |        |        |
| Villach                                                                       | Villach        | Szczyrbskie Jezioro | Szczyrbskie Jezioro | Örnsköldsvik | Örnsköldsvik | Falun      | Falun      | Einsiedeln          | Einsiedeln | Notodden               | Notodden               | Szczyrbskie Jezioro | Szczyrbskie Jezioro | Szczyrk  | Szczyrk  | Kranj    | Kranj    | Ramsau      | Ramsau      | Ruhpolding | Ruhpolding | Zaō      | Zaō      | punkty |        |        |        |        |        |        |        |        |        |        |        |        |        |        |        |        |
| -                                                                             | -              | -                   | -                   | -            | -            | -          | -          | -                   | -          | -                      | -                      | -                   | -                   | -        | -        | -        | -        | -           | -           | -          | -          | 16       | 19       | 27     |        |        |        |        |        |        |        |        |        |        |        |        |        |        |        |        |
| Sezon 2013/2014                                                               |                |                     |                     |              |              |            |            |                     |            |                        |                        |                     |                     |          |          |          |          |             |             |            |            |          |          |        |        |        |        |        |        |        |        |        |        |        |        |        |        |        |        |        |
| Villach                                                                       | Villach        | Szczyrk             | Szczyrk             | Kuopio       | Kuopio       | Kranj      | Kranj      | Zakopane            | Zakopane   | Frenštát pod Radhoštěm | Frenštát pod Radhoštěm | Einsiedeln          | Einsiedeln          | Râșnov   | Râșnov   | Notodden | Notodden | Brattleboro | Brattleboro | Râșnov     | Râșnov     | Zakopane | Zakopane | punkty |        |        |        |        |        |        |        |        |        |        |        |        |        |        |        |        |
| -                                                                             | -              | -                   | -                   | -            | -            | -          | -          | -                   | -          | -                      | -                      | -                   | -                   | 22       | 9        | -        | -        | -           | -           | -          | -          | -        | -        | 38     |        |        |        |        |        |        |        |        |        |        |        |        |        |        |        |        |
| Legenda                                                                       |                |                     |                     |              |              |            |            |                     |            |                        |                        |                     |                     |          |          |          |          |             |             |            |            |          |          |        |        |        |        |        |        |        |        |        |        |        |        |        |        |        |        |        |
| 1 2 3 4-10 11-30 poniżej 30 dq – dyskwalifikacja - − zawodnik nie wystartował |                |                     |                     |              |              |            |            |                     |            |                        |                        |                     |                     |          |          |          |          |             |             |            |            |          |          |        |        |        |        |        |        |        |        |        |        |        |        |        |        |        |        |        |